# Nordprovinsen, Sri Lanka
Nordprovinsen (singalesiska: උතුරු පළාත Uturu Palata) är en provins i Sri Lanka. Den var under en period sammanslagen med Östprovinsen under namnet Nordöstprovinsen, men dessa är nu uppdelade i separata provinser. Den administrativa huvudorten är Jaffna.

## Näringsliv

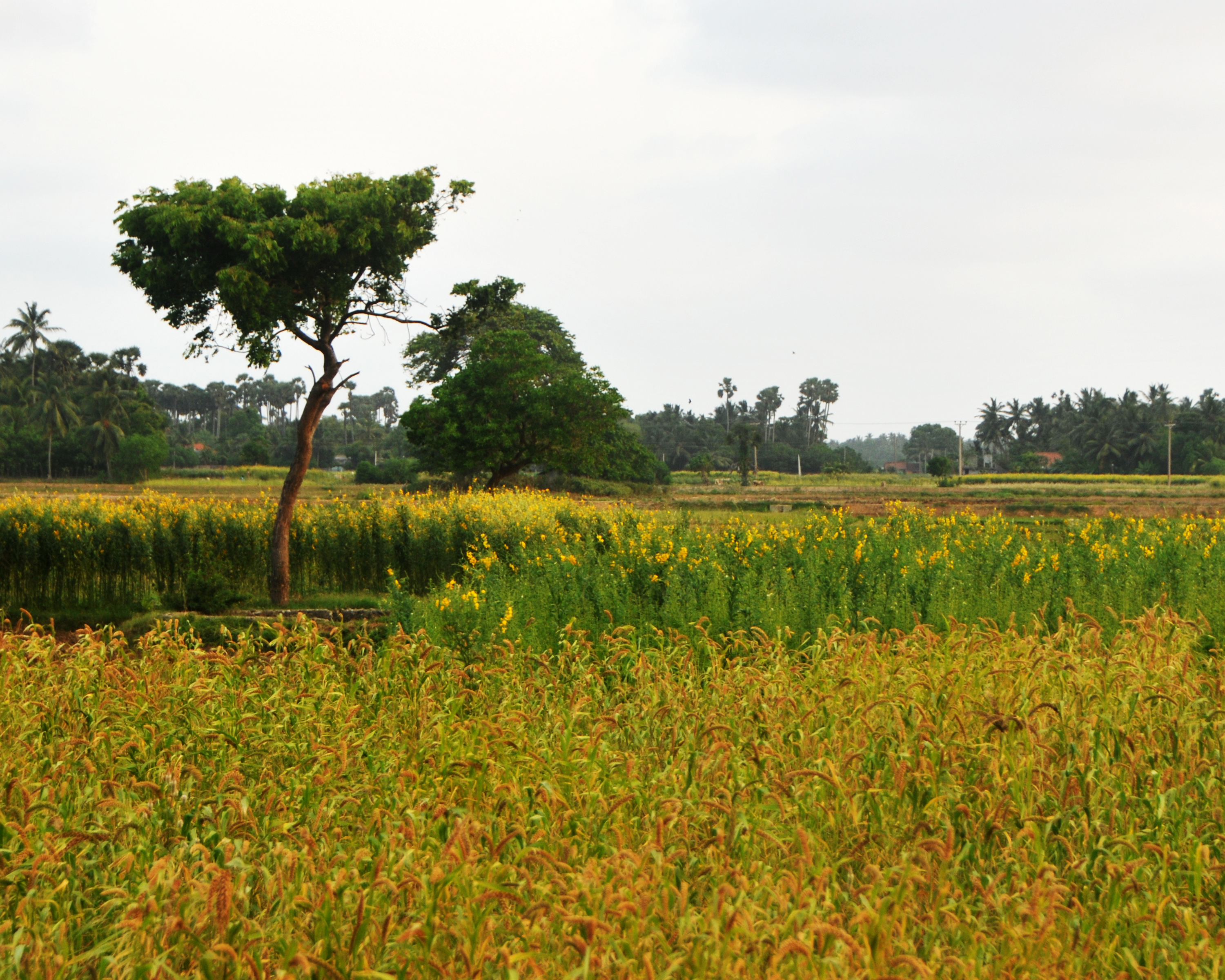
Jordbruksmark i Kandarodai.

Majoriteten av folket tjänar sitt levebröd som jordbrukare, fiskare och yrkesverksamma inom civilförvaltningen och näringslivet. Före inbördeskriget gav cement- och kemisk industri tillsammans med fiske ett stort bidrag till ekonomin. Men de övergavs och fabrikerna stod och rostade. Nära en tredjedel av befolkningen är arbetslös, mycket mer än Sri Lanka totalt, och arbetet är oftast informellt och därmed instabilt. De i befolkningen som lyckades fly till andra länder ger ett stadigt inflöde av utländska penningöverföringar till sina släktingar i provinsen. President Maithripala Sirisenas valseger, och avskaffandet av begränsningar som hindrade utlänningar från att besöka landets norra del, bidrog till en känsla av ekonomisk förnyelse, tillsammans med utvecklingen av Kankesanturais hamn och Palalis flygplats. Sjukhus och skolor samt ett kulturcenter och en yrkesutbildningsanläggning har byggts i Jaffna. Investeringar har också börjat komma till olika näringsgrenar, som hotell, konfektionsindustri, kraftverk och vattenbruk. Från och med 2018 representerar konfektionsindustrin i provinsen en investering på 65 miljoner US-dollar, med fabriker i Vavuniya, Killinochchi, Mannar och Mullaitivu. Även de tidigare krisbranscherna cementfabriker och kemisk industri har på nytt kunnat dra till sig investerare.

## Administrativ indelning
Provinsen är indelad i fem distrikt.
- Jaffna
- Mannar
- Vavuniya
- Mullaitivu
- Kilinochchi